# Вањишковце
Вањишковце (слч. Vaniškovce) је насељено мјесто са административним статусом сеоске општине (слч. obec) у округу Бардјејов, у Прешовском крају, Словачка Република.

## Становништво
| Година:    | 1994. | 2004.   | 2014.    | 2024.   |
| ---------- | ----- | ------- | -------- | ------- |
| Број људи: | 343   | 335     | 385      | 401     |
| Разлика:   |       | -2,33 % | +14,92 % | +4,15 % |

| Година:    | 2023. | 2024. |
| ---------- | ----- | ----- |
| Број људи: | 401   | 401   |
| Разлика:   |       | +0 %  |

Према подацима о броју становника из 2024. године насеље је имало 401 становника.